# Geraldine Katt

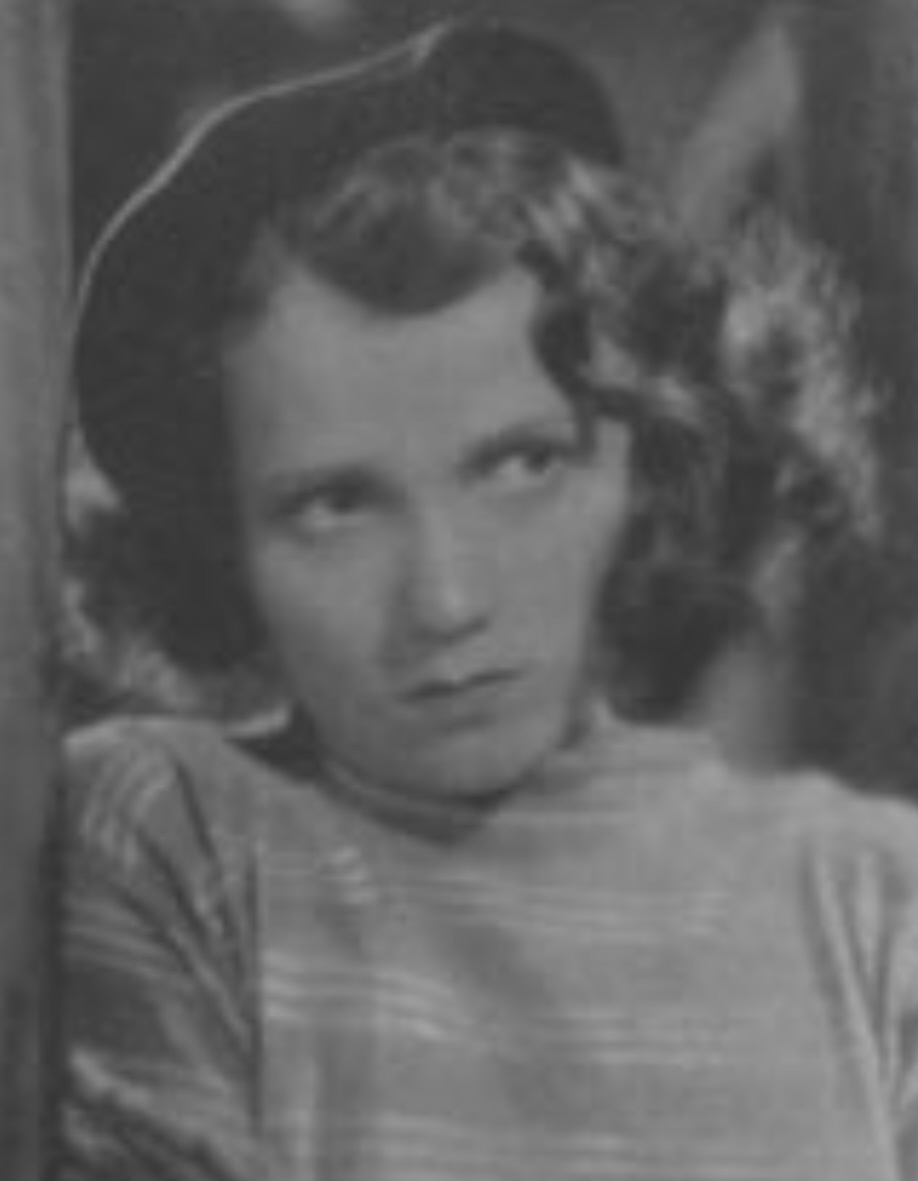
Geraldine Katt

Geraldine Katt (* 4. Februar 1921 in Wien als Geraldine Kattnig; † 9. November 1995) war eine österreichische Filmschauspielerin.

## Leben
Katt erhielt ihre Ausbildung am Max-Reinhardt-Seminar und spielte an verschiedenen Wiener Bühnen. Ihr Filmdebüt hatte sie mit fünfzehn Jahren in Reinhold Schünzels für die Ufa inszenierten Problemfilm Das Mädchen Irene (1936). An der Seite von Lil Dagover und Sabine Peters spielte sie darin die jüngere Schwester eines egoistischen jungen Mädchens, das die Wiederverheiratung seiner attraktiven Mutter mit allen Mitteln zu verhindern sucht. Es folgte sogleich eine Hauptrolle in dem Bavaria-Film Die Stimme des Herzens, in dem Geraldine Katt eine musikliebende Prinzessin darstellte, die sich nach der Begegnung mit einem berühmten Sänger (Beniamino Gigli) mit ihrem Bräutigam (Ferdinand Marian) entzweit, doch gern zu ihm zurückkehrt, als sie erkennt, dass das Interesse des Sängers an ihr nur rein musikalischer Natur war. In Fritz Peter Buchs Kriminalfilm Der Fall Deruga (1938) erschien sie in der Rolle eines jungen Mädchens, das in einer Mordsache auf eigene Faust Ermittlungen anstellt, um ihren tatverdächtigen, von Willy Birgel gespielten Onkel zu entlasten. Auch im folgenden Film, Zwölf Minuten nach zwölf (1939), war sie als Amateurdetektivin zu sehen, diesmal in der Rolle einer Jurastudentin, die bei ihren Ermittlungen gegen eine Bande von Diamantendieben einen charmanten Tatverdächtigen, verkörpert von René Deltgen, auf seiner Flucht begleiten muss, weil sie mit Handschellen an ihn gefesselt ist. In dem Verwechslungslustspiel Seitensprünge (1940) spielt Katt an der Seite von Hans Brausewetter eine kapriziöse junge Ehefrau, die den Arbeitgeber ihres Mannes – gespielt von Hans Zesch-Ballot – dadurch in Schwierigkeiten verwickelt, dass man sie für seine Geliebte hält. In der Komödie Meine Tochter tut das nicht (1940) war Geraldine Katt wiederum in der Rolle eines jungen Mädchens zu sehen, das seinen Eltern als Objekt pädagogischer Experimente dient, bis eine vernünftige ältere Verwandte (Lina Carstens) für Ordnung sorgt. Ihre nächste Hauptrolle hatte Katt in dem Film Kleine Mädchen – große Sorgen (1941), in dem sie ein romantisches junges Mädchen spielt, das den Vater (Fritz Odemar) ihrer besten Freundin zu verführen versucht.
Ihre letzte Hauptrolle hatte Geraldine Katt nach dem Ende des Zweiten Weltkrieges in dem österreichischen Zeitfilm Es lebe das Leben (1949), in dem sie ein junges Mädchen darstellte, das einen Wiener Schwarzhändler (Fritz Lehmann) wieder in geordnete Bahnen zurückführt. Ihre Filmauftritte stellte sie 1951 mit ihrem letzten Film Nacht am Mont Blanc ein.
Katt heiratete 1940 in Berlin den Theaterkritiker Anatol, trennte sich 1949 aber wieder von ihm. 1952 heiratete sie den Theaterintendanten Hermann Juch. Sie wurde Religionslehrerin, zog in die Schweiz und engagierte sich karitativ in einer Gruppe von Frauen.

## Filmografie
- 1936: Das Mädchen Irene
- 1937: Die Stimme des Herzens (Karl Heinz Martin)
- 1937: Florentine (Karel Lamač)
- 1938: Der Fall Deruga (Fritz Peter Buch)
- 1939: Zwölf Minuten nach Zwölf (Johannes Guter)
- 1940: Seitensprünge (Alfred Stöger)
- 1940: Meine Tochter tut das nicht (Hans H. Zerlett)
- 1941: Hochzeitsnacht (Carl Boese)
- 1941: Kleine Mädchen – große Sorgen (Boleslaw Barlog)
- 1943: Wenn der junge Wein blüht (Fritz Kirchhoff)
- 1948: Leckerbissen (Werner Malbran Kompilationsfilm)
- 1948: Alles Lüge
- 1949: Es lebe das Leben (E. W. Emo; Österreich)
- 1951: Die Vier im Jeep
- 1951: Nacht am Mont Blanc